# 12 липня
12 липня — 193-й день року (194-й в високосні роки) в григоріанському календарі. До кінця року залишається 172 дні.

## Свята і пам'ятні дні

### Міжнародні
- Всесвітній день бортпровідника.

### Національні
- Кірибаті: День незалежності. (1979).
- Сан-Томе і Принсіпі: Національне свято Демократичної Республіки Сан-Томе і Принсіпі. День Незалежності. (1975)
- Україна: День Смереки

### Релігійні
Християнство
Католицизм
- День Святого Бруно Кверфуртського.
- День Святого Івана Гуальберта.
- День Святого Подружжя Луїса і Марії Мартенів.

Православ'я
- Мучеників Прокла та Іларія.
- Преподобного Михаїла Малеїна.
- Мучеників Феодора, варяга, і сина його Іоана, в Києві.
- Мучениці Голіндухи, у святому хрещенні Марії.
- Преподобного Іоана і Гавриїла Святогорців.

### Неофіційні
- День Фотографа.

## Події
- 1679 — англійський король Карл II видав акт, що гарантує судові права громадян
- 1711 — оточена московська армія на чолі з Петром I капітулює (Прутський мир) перед союзною коаліцією (П. Орлика, К. Гордієнка)
- 1776  — з Плімута вирушив у свою останню експедицію Джеймс Кук
- 1917 — під час Першої світової війни в ході другої Іпрської битви Імперська армія Німеччини вперше використала як бойову отруйну речовину газ, що за місцем боїв дістав назву іприт.
- 1941 — у Радянському Союзі прийнято рішення про відправку на фронт 577 тисяч в'язнів виправних таборів, котрі мали б кров'ю змити вину перед державою, воюючи в штрафних батальйонах.
- 1970 — експедиція норвезького мандрівника-дослідника Тура Геєрдала на човні «Ра-2» через 57 днів плавання досягла берегів Барбадосу.
- 1989 — остання страта радянським режимом українського військовика, вояка УПА, члена ОУН, учасника боротьби за відновлення незалежности України Івана Савича Гончарука.

## Народились
Дивись також Категорія:Народились 12 липня
- 100 до н. е. — Гай Юлій Цезар, римський імператор;
- 1394 — Асікаґа Йосінорі, 6-й сьоґун сьоґунату Муроматі (†1441).
- 1577 — Кристіан IV Данський, король Данії і Норвегії в 1588–1648 (†1648);
- 1730 — Джозайя Веджвуд, британський художник-кераміст, майстер декоративно-прикладного мистецтва, один із зачинателів промислового дизайну. Заснував Фірму «Джозайя Веджвуд і сини». Його дочка Сюзанна була матір'ю Чарлза Дарвіна.
- 1813 — Клод Бернар, французький медик, дослідник процесів внутрішньої секреції, засновник ендокринології;
- 1818 — Михайло Лазаревський, близький товариш Тараса Шевченка, один з шести братів Лазаревських.
- 1854 — Джордж Істмен, винахідник та перший виробник фотокамери «Kodak» († 1932);
- 1866 — Антін Синявський, український політичний і громадський діяч, історик, економіст, педагог (†1951).
- 1876 — Сергій Уточкін, одеський льотчик, спортсмен. Один з перших одеських футболістів. (†1916).
- 1883 — Михайло Білинський, український військовий діяч, контр-адмірал УНР, один з організаторів українського морського міністерства, міністр морських справ УНР та міністр внутрішніх справ УНР, організатор та командир Дивізії морської піхоти Директорії УНР.
- 1884 — Амедео Модільяні, італійський художник і скульптор.
- 1888 — Хана Орлова, французький скульптор і графік українського походження.
- 1892 — Бруно Шульц, польський письменник та графік єврейського походження, все життя прожив у Дрогобичі.
- 1895 — Річард Бакмінстер Фуллер, американський архітектор, інженер і філософ-футурист (†1983).
- 1895 — Корчак Яромір, чеський географ, демограф і статистик (†1989).
- 1902 — Нісі Такеїті, барон, підполковник Імперської армії Японії, золотий медаліст Олімпійських ігор 1932 року в Лос-Анджелесі з кінного спорту.
- 1902 — Петро Голота, український письменник (поет, прозаїк), журналіст, художник († 1949).
- 1904 — Пінхас Лавон, міністр оборони Ізраїлю в 1954–1955;
- 1907 — Петро Гайдамака, український композитор, диригент (†1981).
- 1913 — Вілліс Лемб, американський фізик, лауреат Нобелівської премії з фізики (1955; †2008).
- 1917 — Ендрю Ваєт, американський художник
- 1923 — Павло Кришень, доктор медичних наук, професор
- 1928 — Євсевій (Політило), архієрей Української Православної Церкви Київського Патріархату.
- 1934 — Ван Кліберн, американський піаніст.
- 1935 — Вадим Гетьман, український політик та фінансист (†1998).
- 1938 — Юлія Сегаль, українсько-ізраїльський скульптор. Народилася в Харкові, закінчила Харківське художнє училище.
- 1941 — Ярослав Кендзьор, Народний депутат України 1—6 скликань;
- 1963 — Стелла Захарова, українська гімнастка.
- 1967 — Геннадій Єршов, польський та український художник скульптор.
- 1967 — Адам Джонсон, американський письменник.
- 1988 — Ольга Сімонова, військовослужбовиця ЗСУ, учасниця російсько-української війни. Герой України.
- 1995;
  - Павло Усов, офіцер Збройних сил України, відзначився у ході російського вторгнення в Україну, Герой України.
  - Павло Турхан, офіцер Національної гвардії України, учасник російсько-української війни, відзначився у ході російського вторгнення в Україну. Герой України (2024, посмертно).

## Померли
Див. також Категорія:Померли 12 липня
- 1441 — Асікаґа Йосінорі, 6-й сьоґун сьоґунату Муроматі (*1394).
- 1536 — Еразм Ротердамський, мислитель епохи пізнього Відродження (*1466).
- 1643 — Франсуа Дюкенуа, відомий італо-фламандський скульптор 17 століття, представник стилю бароко.
- 1682 — Жан Пікар, французький астроном; першим точно визначив дугу меридіана і встановив розмір Землі (*1620).
- 1804 — Александер Гамілтон, один з батьків-засновників США, перший секретар казначейства США.
- 1855 — Павло Нахімов, адмірал Російського імператорського флоту українського походження.
- 1891 — Подолинський Сергій Андрійович, український науковець.
- 1910 — Чарльз Роллс, британський авіатор, що заснував разом з Генрі Ройсом компанію Rolls-Royce.
- 2007 — Михайло Гічан (Міхон), гітарист київського рок-гурту «Крихітка Цахес».
- 2014 — Валерія Новодворська, російський опозиційний політик, публіцист, журналіст, дисидент, правозахисниця, засновник і голова партій «Демократичний Союз» (1988) та Західний вибір (заснована у січні 2013 року)

## Іменини
- Православні: Михаїл, Теодор, Іван, Гавриїл[1].